# Reino de Kénédougou

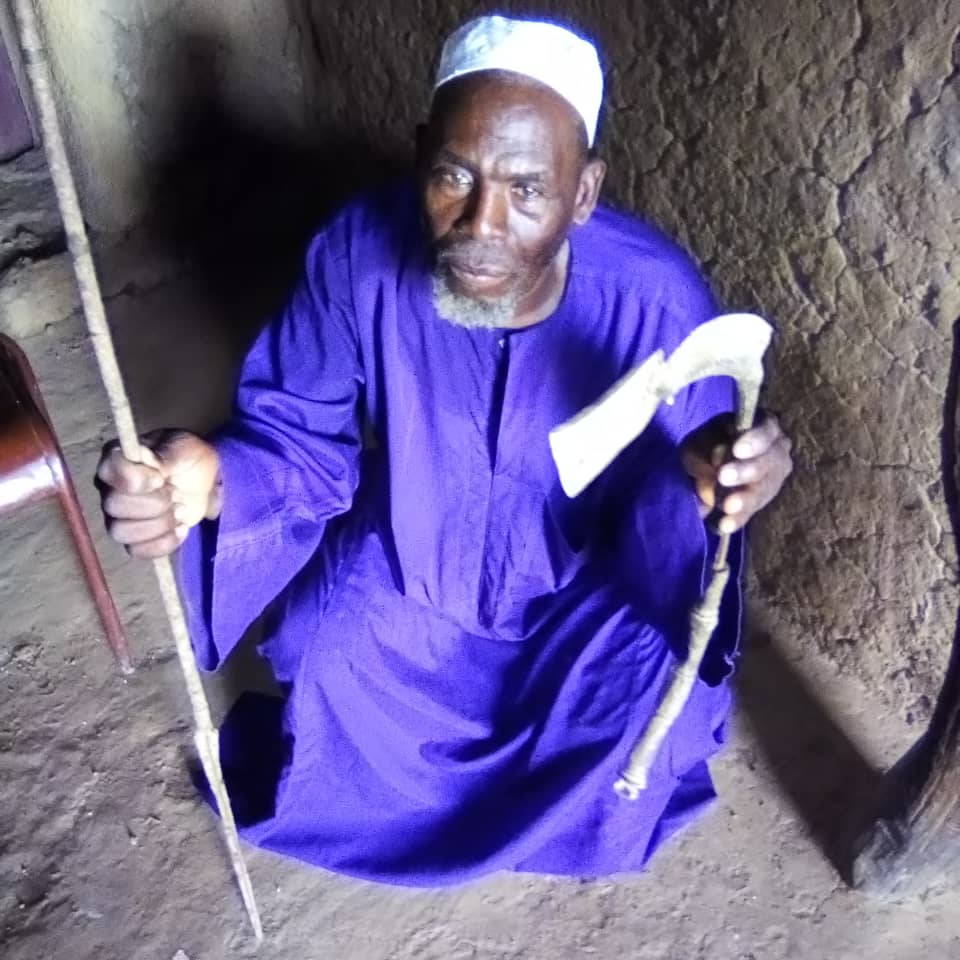
Arpón y hacha de combate del fundador del reino de Kénédougou (Sikasso).

El Reino de Kénédougou, también conocido como el Reino de Kenedugu, fue un estado precolonial de África Occidental que existió entre 1650 y 1898 en el sur del actual Malí.

## Dinastía Traoré
Kénédougou fue establecido por primera vez en los años 1650 por la etnia senoufo, quienes era originarios de la actual Costa de Marfil. Comenzaron a desplazarse desde su frontera original hacia países como Malí, Burkina Faso e incluso Ghana hacia el siglo XIII. El nuevo reino se ubicaba de modo muy propicio en la frontera entre Malí y Burkina Faso. Su posición era crucial para el intercambio comercial de bienes entre el desierto y las zonas boscosas. Desafortunadamente, las prácticas tradicionalistas de los senoufo los llevó a enfrentarse a los musulmanes del norte. Los senoufo de Kenedougou adoptaron algunas prácticas mandé como el título real de faama. Nanka Traoré se convirtió en el primer gobernante de Kénédougou, dando comienzo a la dinastía Traoré, que perduraría hasta el siglo XIX.  
Existe escasa información acerca del período formativo del reino. Aproximadamente de cinco a siete famas gobernaron desde la fundación de la dinastía hasta el Fama Douala ba I. La existencia de Kénédougou estuvo marcada por unas condiciones de relativa paz, en comparación con otros estado vecinos, durante su vida.

### Resistencia de Kénédougou
Todo esto llegaría a su fin en el último cuarto del siglo XIX cuando la doble amenaza de los colonialistas franceses y Samori Touré comenzó tragándose a sus socios comerciales en el sur, el oeste y el este. Posiblemente ver la escritura en la pared, FAAMA Tieba trasladó la capital del reino a la ciudad natal de su madre de Sikasso en 1877. Allí se construyó un nuevo palacio llamado el Mamelon en una colina estratégica. La decisión resultó sabia, como Tieba y su sucesor Babemba Traoré se enfrentaron en una serie de batallas contra tanto Samori Touré y el rápido avance del ejército francés.
Irónicamente, el pequeño reino de Kénédougou se convertiría en uno de los últimos grandes hold-outs contra las ambiciones francesas en África Occidental. Los estados más grandes fueron cayendo como fichas de dominó a manos del Imperio Wassulu o el francés. Los Samori atacaron Sikasso con un ejército de 12.000 hombres en abril de 1887, pero no pudieron tomar la ciudad. Luego, desde 1887 hasta 1888, los franceses sitiaron Sikasso pero también fueron derrotados. A la luz de estas amenazas, Tieba ordenó la construcción de un tata , o muralla , alrededor de la ciudad en 1890. Partes de la tata se han convertido en una de las principales atracciones turísticas de hoy en día de Sikasso.
Tras la muerte de Tieba el 1 de enero de 1893, su hermano Babemba Traoré asumió el trono. Él mantuvo a los franceses a raya durante otros cinco años. En 1897, los franceses conquistaron Ségou , capital del vecino imperio del norte de Kénédougou, el Imperio tuculor . Esta victoria renovó la ambición de Francia hacia Sikasso, y se prepara para tomar la ciudad de nuevo decidido a vengar la deshonra anterior.

### Conquista francesa
Los franceses lanzaron un asalto de artillería contra la tata de Sikasso en abril de 1898, y la ciudad cayó el 1 de mayo del mismo año. En lugar de ver el tomar el control francés de su ciudad, Fama Babemba ordenó a sus guardias matarlo. El territorio del Reino de Kénédougou pronto fue asimilado en la colonia del Sudán francés , y más tarde en el país de Malí .   Tieba y Babemba todavía son reverenciados hasta nuestros días en Malí como símbolos de la resistencia africana a los franceses.